# Visages de femmes (pel·lícula de 1985)
Visages de femmes és una pel·lícula de comèdia dramàtica del 1985 de Costa d'Ivori dirigida i produïda per Desiré Écaré per a Films de la Lagune. Fou protagonitzada per Albertine N'Guessan en el seu paper principal i amb Sidiki Bakaba, Kouadou Brou, Eugénie Cissé-Roland i Véronique Mahilé en papers secundaris.

## Argument
A Treichville, Bernadette, que dirigeix una planta d'assecat de peix, està intentant desenvolupar el seu negoci. L'actitud del banquer, les tradicions familiars, les reaccions dels empresaris que no estan preparats per acceptar una dona al seu nivell, així com el seu propi desconeixement dels mecanismes d'un negoci més gran, redueixen considerablement les seves possibilitats d'èxit.
Al poble de Koffikro, N'Guessan es nega a ser l'objecte del seu marit i vol conquerir el seu propi dret a l'amor. Fanta s'esforça per escapar dels capritxos i la idiosincràsia dels homes aprenent karate. El seu objectiu és desafiar els homes amb la força, la força que els homes sempre han utilitzat. Totes les dones africanes volen fugir de la dominació masculina... però els camins que trien per arribar-hi contradiuen els objectius que persegueixen.
Una veu en off conclou: “Què pensen els negres en presència dels diners? Menjar! (...) Així doncs, anem a dinar i a ballar amb els altres!" I la pel·lícula acaba on va començar: en les cançons i els balls del poble.

## Repartiment
- Eugénie Cissé-Roland : Bernadette
- Sidiki Bakaba : Kouassi
- Albertine N'Guessan : N'Guessan
- Kouadio Brou : Brou
- Véronique Mahilé : Affoué
- Hanny Tchelley : Tchelley
- Carmen Levry : Fanta

## Rodatges i escàndol
Désiré Écaré dissenya, produeix i dirigeix la pel·lícula íntegrament amb un pressupost total de 280.000 dòlars. Va començar a rodar al seu poble familiar de Koffikro, al sud de la Costa d'Ivori, l'any 1973, però a causa de la manca de finançament suficient, només va poder rodar les escenes a Abidjan deu anys després el 1983.
L'escena de deu minuts de durada on Kouassi i Affoué fan l'amor a les aigües tranquil·les (“sagrades perquè les fonts de la vida”) d'un remans provoca escàndol: la pel·lícula va ser prohibida a Costa d'Ivori durant un any "per obscenitat i exposició indecent", que li va valer una reputació sulfurosa però també una enorme publicitat pel seu llançament amb una prohibició a menors de divuit anys, "el que vaig demanar", indica el director. Désiré Ecaré també assenyala: “Prohibir-ho és una actitud irresponsable i contradictòria per part de les autoritats: vaig fer una pel·lícula per a l'Àfrica, en mostrar l'Àfrica, no ho vaig fer per agradar a l'exterior".
Quan es va estrenar a França el 26 de juny de 1985, distribuïda per Gerick Films, la pel·lícula va rebre crítiques elogioses i va atreure 130.105 espectadors en 16 setmanes (xifres CNC / Le Film français). Abans d'estrenar-se a Costa d'Ivori, també es distribueix a Algèria i Benín.
Després de la seva restauració en 4K a partir del negatiu de 16 mm, la pel·lícula s'estrena a les sales de França distribuïdes per La Traverse el 23 de febrer de 2022 (10 de maig de 2020 a VOD), registrant 293 entrades el 2022.

## Recepció crítica
Quan es va estrenar a França l'any 1985, Olivier Séguret va escriure a Libération: “Pel·lícula-meteorit, cinema-aventura [...], cinema-experiència i, probablement, cinema-cult, Visages de femmes és sobretot una gran sorpresa: és diferent a tot el que hem vist mai". A La Revue du cinéma, Jacqueline Lajeunesse afegeix: "Si acceptem anar més enllà dels marcs habituals, si estem disposats a acceptar formes narratives diferents, Visages de femmes esdevé, a través del personatge de les heroïnes, una pel·lícula bella, profundament humana, tenyida d'alegria, tristesa, mesquinesa dominada per voluntats tenaces". I Michel Mardore a Le Nouvel Observateur : "Quina alegria, una pel·lícula que no pontifica, que posa l'alegria per damunt de la doctrina i que fins i tot es dona l'elegància de semblar un una mica descuidada".

## Premis
La pel·lícula es va projectar per a la Setmana Internacional de la Crítica (24e Semaine de la Critique). Més tard va guanyar el Premi FIPRESCI al 38è Festival Internacional de Cinema de Canes. El mateix any, la pel·lícula també va ser nominada al Premi Caribdis d'Or al Taormina Film Fest. Eugénie Cissé-Roland va guanyar el premi a la millor interpretació femenina al Fespaco de 1987.